# Nagyderencs
Nagyderencs (1899-ig Sáros-Dricsna, szlovákul: Driečna) Vladicsa községhez tartozó Derencs része, egykor önálló falu Szlovákiában, az Eperjesi kerületben, a Sztropkói járásban.

## Fekvése
Sztropkótól 21 km-re északkeletre fekszik. Derencs északi részét alkotja.

## Története
Nagyderencs 1598-tól tűnik fel az írott forrásokban. A makovicai uradalomhoz tartozott.
A 18. század végén Vályi András így ír róla: „DRITSNA. Orosz falu Sáros Vármegyében, földes Ura Gróf Szirmay Uraság, lakosai ó hitűek, fekszik Zborovtol két, és 1/4. mértföldnyire, Zemplén Vármegyének szomszédságában, tsupán legelője meglehetős, de mivel határja sovány, és más javai sintsenek, negyedik Osztálybéli.”
Római katolikus temploma 1819-ben épült. 1828-ban 51 házában 382 lakos élt.
Fényes Elek 1851-ben kiadott geográfiai szótárában így ír a faluról: „Dricsma, Zemplén v. orosz falu, Sztropkó fil. 2 romai, 370 gör. k., 7 zsidó lak. Gör. sz. egyház. 203 h. szántóföld. F. u. gr. Barkóczy. Ut. p. Komarnik.”
1900-ban 174 lakosa volt.
Borovszky Samu monográfiasorozatának Zemplén vármegyét tárgyaló része szerint: „Nagyderencs, azelőtt Sárosdricsna, Sáros vármegye határán fekszik; régebben oda is tartozott s csak 1881-ben csatolták Zemplénhez. Tót kisközség 28 házzal és 174 gör. kath. vallású lakossal. Saját postája van, távírója és vasúti állomása Mezőlaborcz. A sztropkói uradalomhoz tartozott s újabbkori birtokosai a Barkóczy és Keglevich grófok voltak. Most nincs nagyobb birtokosa. 1663-ban itt is fellépett a pestis. Gör. kath. temploma 1819-ben épült.”
1910-ben 166, túlnyomórészt ruszin lakosa volt. A trianoni diktátumig Zemplén vármegye Mezőlaborci járásához tartozott.
Kis- és Nagyderencset 1960-ban Derencs néven egyesítették.